# In memoriam (tekst)
In memoriam (Latijn, 'Ter herinnering') is een bespiegelende tekst in gedrukte of gesproken vorm die na iemands overlijden vaak met enige melancholie gedenkwaardige aspecten van zijn of haar leven aanhaalt. Vaak wordt als aanhef van de tekst letterlijk "In memoriam" gebruikt, dit in tegenstelling tot het ook wel gebruikte vrijwel synonieme necrologie, dat meer een technische term is die niet letterlijk in de tekst zelf voorkomt.

## Muziek
De term In memoriam wordt ook wel als (onderdeel van de) titel van muzikale composities gebruikt:
- Arnold Bax: In memoriam Patrick Pearse
- Frank Bridge: Lento (In Memoriam C.H.H.P.), een in memoriam voor Charles Hubert Parry
- Benjamin Britten: In Memoriam Dennis Brain
- Arvo Pärt: Cantus in memoriam of Benjamin Britten

## Naslagwerk
Het in 1995 ter gelegenheid van de vijftigste herdenking van de bevrijding van Nederland door Hans Bloemendal gepubliceerde In memoriam is een ‘monument in boekvorm’ voor de 103.000 Joodse Nederlanders die de Tweede Wereldoorlog niet hebben overleefd. Zij worden in wat feitelijk een naslagwerk is in alfabetische volgorde vermeld met datum en plaats van geboorte en dood.